# Ricania zebra
Ricania zebra är en insektsart som beskrevs av William Lucas Distant 1906. Ricania zebra ingår i släktet Ricania och familjen Ricaniidae. Inga underarter finns listade i Catalogue of Life.